# ایسه دیتانوا
ایسه دیتانوا (انگلیسی: Ayse Dittanova; ۲۷ فوریهٔ ۱۹۱۸ – ۱۵ نوامبر ۲۰۱۵) بازیگر اهل جمهوری فدراتیو سوسیالیستی روسیه شوروی بود.